# Бутоярівка
Бутоя́рівка —  село в Україні, у Козельщинській селищній громаді Кременчуцького району Полтавської області. Населення становить 55 осіб. До 2017 орган місцевого самоврядування — Пашківська сільська рада.

## Географія
Село Бутоярівка знаходиться на відстані 1,5 км від сіл Верхня Жужманівка та Ольгівка.

## Історія
12 червня 2020 року, відповідно до розпорядження Кабінету Міністрів України № 721-р «Про визначення адміністративних центрів та затвердження територій територіальних громад Полтавської області», село увійшло до складу Козельщинської селищної громади.
19 липня 2020 року, в результаті адміністративно - територіальної реформи та ліквідації Козельщинського району, село увійшло до складу новоутвореного Кременчуцького району.